# アーカムハウス
アーカムハウス（Arkham House）はアメリカ合衆国ウィスコンシン州ソークシティに籍を置く出版社。
最新の所有者はダニエル・ダーレスとデイモン・ダーレス。

## 概要
設立は1939年。設立者はオーガスト・W・ダーレスとドナルド・ワンドレイ。2人はともに作家であり、1937年に没した友人作家ハワード・フィリップス・ラヴクラフトの作品を刊行する目的で設立された。社名は彼が創造した架空の都市アーカムに由来する。1939年に最初のラヴクラフト作品集『アウトサイダーその他』を刊行。
レイ・ブラッドベリやラムジー・キャンベルは本社からデビューした。
1971年にダーレスが死去し、ワンドレイは短期間編集長を務めたが関与を断った。70年代から80年代にかけてはジェームズ・ターナー編集長が、著名な作家を起用したりジャンルを拡大するなどした。1994年にはエイプリル・ダーレスが筆頭株主となる。1996年のターナーの退職後、ピーター・ルーパーが編集長となったが、病気のため低調する。ターナーが抜けた後の活動は史料の出版がメインとなり、作品の出版はあまり行われていない。
2005年にウィスコンシン州マディソンで開催された世界ファンタジー大会では、長年の功績を特別表彰された。
2011年にエイプリルが死去し、会社は彼女の子であるダニエルとデイモンが引き継いだ。